# レゴランド・カリフォルニア
レゴランド・カリフォルニア (LEGOLAND California Resort) は1999年にアメリカ、カリフォルニア州カールスバッドにあるおもちゃの「レゴ」を題材としたテーマパークである。

## 概要
レゴランド・カリフォルニア・リゾートは、ヨーロッパ以外で初めて開園した世界で3番目のレゴランド・パークである。また、初めてウォーターパークが開園した事でも知られている。
メインのレゴランド・パークの他にシーライフセンター、ウォーターパーク、レゴランド・公式ホテル、商業施設などは、合わせて「レゴランド・カリフォルニア・リゾート」と呼ばれている。
その後フロリダ州にも「レゴランド・フロリダ・リゾート」が開園したため、アメリカには2つのレゴランド・リゾートが存在する事になった。

## 歴史
2003年から2005年までの3年連続「ベストチルドレンズアミューズメントパーク」のカテゴリーでテーマパークインサイダー賞をいくつか受賞し、2005年、このパークはアメリカで唯一のロボコースター・エリアをオープンした。
2008年に、複合体は20,000,000ドルを新しいテーマエリアであるシーライフアクアリウムの「アドベンチャー・オブ・ランド」を拡張するために投資した。
レゴランド・カリフォルニア・リゾートが10周年を迎える2009年は、2008年に比べて6％増加し、史上最高の入場者数を記録した。

## テーマエリア
- ザ・ビギニング - ショップとレストランで構成されている。
- ディノ島 - 2004年にオープン。
- ファンタウン
- キャッスルヒル
- ミニ・ランドUSA
- イマジネーション・ゾーン
- パイレーツショアーズ - 2006年にオープンした。
- デュプロ村
- アドベンチャーオブランド - 2008年3月にオープンした。

## レゴランド公式ホテル

### レゴランド・リゾート・ホテル
2013年の春にオープンしたホテル。250室あり、レゴランド・リゾート全体をモチーフとしている。

### レゴランド・キャッスル・ホテル
2018年の春にオープンしたホテル。250室あり、レゴで出来た城をモチーフとしている。

## ウォーターパーク
2.2 ha (22,000 m2) の面積をカバーする最初のレゴランド・ウォーターパークがオープンした。
レイジーリバーのあるエリアと、レゴのレンガのブイで6人乗りのいかだや、レゴ城のある子供用エリア、3つの個別のスライドがあるレゴの動物用エリアなどがある。

## シーライフセンター
2008年8月11日に初めて開園したシーライフセンターである。
広さは 3345 m2 の2階建てで14のテーマルーム、教育的でインタラクティブな要素、インタラクティブな発見エリアは、レゴのサンゴ礁を構築する際に環境を認識させている。